# Artillerijägare
Artillerijägare kallades soldater som ingick i en artillerijägarpluton som utvecklades under 60-talet och var ett fördelningsförband. Artillerijägarnas huvuduppgift var att agera som eldledare bakom fiendens linjer inriktade främst mot fiendens artilleriförband. De artilleriregementen som utbildade artillerijägare var Wendes artilleriregemente (A 3), Norrlands artilleriregemente (A 4), Bodens artilleriregemente (A 8), Bergslagens artilleriregemente (A 9) samt Svea artilleriregemente A1 Linköping . Utbildning av artillerijägarna har idag upphört som eget förband, men funktionen ingår idag som en specialistbefattning inom jägarförbanden som kallas för Tactical Air Control Party (TACP), samt att eldledningspluton vid Artilleriregementet, även har ärvt artillerijägarplutonernas uppgifter samt har samma uthållighetskrav. Grupperna vid eldledningspluton är även TACP och har samma utrustning som jägarsoldater samt försvarsmaktens officiella fyskrav för jägarförband.